# Caverion
Caverion Oyj est une entreprise finlandaise qui conçoit, construit, exploite et entretient des solutions technologiques intelligentes et économes en énergie pour les bâtiments, les industries et les infrastructures.
Caverion est cotée à la Bourse d'Helsinki.

## Présentation
Caverion est fondée le 30 juin 2013, lorsque les services de construction et industriels du groupe YIT ont été scindés d'YIT pour former la société indépendante Caverion.
Le négoce des actions Caverion a commencé le lendemain à la Bourse d'Helsinki.
Les services fournis par l'entreprise sont:
- Consultance
- Ingénierie de conception
- Gestion de projet
- Eexécution de projet
- Maintenance technique
- Gestion de services

En ce qui concerne le chiffre d'affaires, les principaux marchés de l'entreprise sont la Suède (25 %), la Finlande (22 %), l'Allemagne (22 %) et la Norvège (16 %).

## Principaux actionnaires
Fin juillet 2019, les six principaux actionnaires de Caverion étaient les suivants:
| Actionnaires      | %       |
| Antti Herlin      | 14,76 % |
| Structor S.A.     | 12,64 % |
| Solero Luxco Sarl | 8,04 %  |
| Varma             | 7,76 %  |
| Mandatum Life     | 3,51 %  |
| Ilmarinen         | 2,77 %  |